# Bataille de Villers-Bretonneux (1870)
La Bataille de Villers-Bretonneux ne doit pas être confondue avec la bataille de Villers-Bretonneux (1918).
Guerre franco-allemande de 1870
Batailles
- Chronologie de la guerre franco-prussienne de 1870
- Sarrebruck (08-1870)
- Wissembourg (08-1870)
- Forbach-Spicheren (08-1870)
- Wœrth (08-1870)
- Bitche (08-1870)
- Phalsbourg (08-1870)
- Borny-Colombey (08-1870)
- Strasbourg (08-1870)
- Mars-la-Tour (08-1870)
- Toul (08-1870)
- Gravelotte (08-1870)
- Metz (08-1870)
- Nouart (08-1870)
- Beaumont (08-1870)
- Noisseville (08-1870)
- Sedan (08-1870)
- Montmédy (09-1870)
- Soissons (09-1870)
- Siège de Paris et chronologie du siège (09-1870)
- Nompatelize (10-1870)
- Bellevue (10-1870)
- Châtillon (10-1870
- Châteaudun (10-1870)
- Buzenval (10-1870)
- Bourget (10-1870)
- Dijon (10-1870)
- Belfort (11-1870)
- La Fère (11-1870)
- Langres (11-1870)
- Bouvet et Meteor (navale) (11-1870)
- Coulmiers (11-1870)
- Thionville (11-1870)
- Châtillon-sur-Seine (11-1870)
- Villers-Bretonneux (11-1870)
- Beaune-la-Rolande (11-1870)
- Champigny (11-1870)
- Orléans (12-1870)
- Loigny (12-1870)
- Châteauneuf (12-1870)
- Beaugency (12-1870)
- Longeau (12-1870)
- l’Hallue (12-1870)
- Siège de Péronne (1871)
- Bapaume (01-1871)
- Villersexel (01-1871)
- Le Mans (01-1871)
- Héricourt (01-1871)
- Saint-Quentin (01-1871)
- Buzenval (01-1871)

La bataille de Villers-Bretonneux est un épisode de la  guerre franco-allemande qui eut lieu le 27 novembre 1870. Ce fut l'affrontement le plus important de la Bataille d'Amiens lors duquel se joua le sort de la ville. L’armée française sous les ordres du général Farre affronta les Prussiens commandés par le général Manteuffel. À l’issue d’une journée de combat, les troupes françaises durent battre en retraite et abandonner Amiens aux mains des Prussiens.

## Contexte historique
La guerre franco-prussienne fut déclenchée à l'initiative de la France, le 18 juillet 1870. Au mois d'août, la France connut une succession de défaites, jusqu'à celle de Sedan le 2 septembre 1870 où Napoléon III fait prisonnier fut contraint à l'abdication. Le 4 septembre à Paris à la suite d'un soulèvement populaire, la République fut proclamée ; tandis que le siège de Metz, où l'armée du maréchal Bazaine était encerclée, avait débuté le 20 août.
Le Gouvernement de la Défense nationale de la République française décida de continuer la guerre. À partir du 9 octobre 1870, Léon Gambetta, qui avait fui Paris encerclée, en ballon monté, réorganisa les armées depuis Tours. Bazaine capitula le 28 octobre libérant de ce fait la Ire armée allemande qui put poursuivre sa marche par l'Oise et la Somme, entre Compiègne et Saint-Quentin. Cette force de 43 000 hommes et 180 bouches à feu était dirigée par le général de Manteuffel qui avait reçu mission d'occuper Amiens, puis de marcher vers Rouen afin d'accroître le glacis protégeant la zone de blocus de la capitale et de tenir en respect les troupes françaises.
L'Armée du Nord fut créée le 18 novembre 1870.

## Préambule
Le général de Manteuffel envoya, le 22 novembre, une reconnaissance qui poussa jusqu'au bois de Gentelles, aux portes d'Amiens, et rapporta la nouvelle que le général Bourbaki était présent dans cette ville. Il y était, en effet, passé la veille, se dirigeant sur Rouen. Les Prussiens avaient bien appris, par les journaux, que le général en chef de la région du Nord était relevé de son commandement, mais ils devaient croire qu'il le conserverait au moins jusqu'à l'arrivée de son successeur, et ils supposèrent que, dans son voyage de Lille à Amiens et d'Amiens à Rouen, il n'avait d'autre but que de ramener ses ailes sur le centre. 

C'est pour s'opposer à une telle concentration, que le général de Manteufel attaqua l'Armée du Nord, sans même attendre que la sienne eût achevé sa formation en bataille sur la ligne de l'Oise.

## Déroulement
Afin d’éviter de livrer la ville d’Amiens sans combattre, le général Farre décida de porter sa maigre Armée du Nord encore en formation (seulement trois brigades) au-devant des Prussiens. 
Le 26 novembre au soir, Farre acheva la concentration de ses troupes le long d’une ligne de 25 km environ allant de Pont-de-Metz au sud-ouest d’Amiens à Villers-Bretonneux et Corbie à l'est, sur la rive gauche de la Somme.
À l’aile gauche, la 3e Brigade du colonel du Bessol tenait le gros de ses forces à Villers-Bretonneux, avec des 
détachements à Gentelles et Cachy points culminants des environs d'Amiens.
Au centre, la 2e Brigade du colonel Derroja, s’étendait de la Route de Montdidier à Saint-Fuscien, en passant par Boves.
La 1re brigade du général Lecointe, initialement prévue pour défendre les retranchements au sud d’Amiens, fut déployée en soutien du colonel du Bessol.
Aux 17 000 hommes de cette petite armée du Nord s’ajoutèrent les 8 000 hommes de la garnison d’Amiens, commandée par le général Paulze d'Ivoy, et chargée de la défense de la ville.

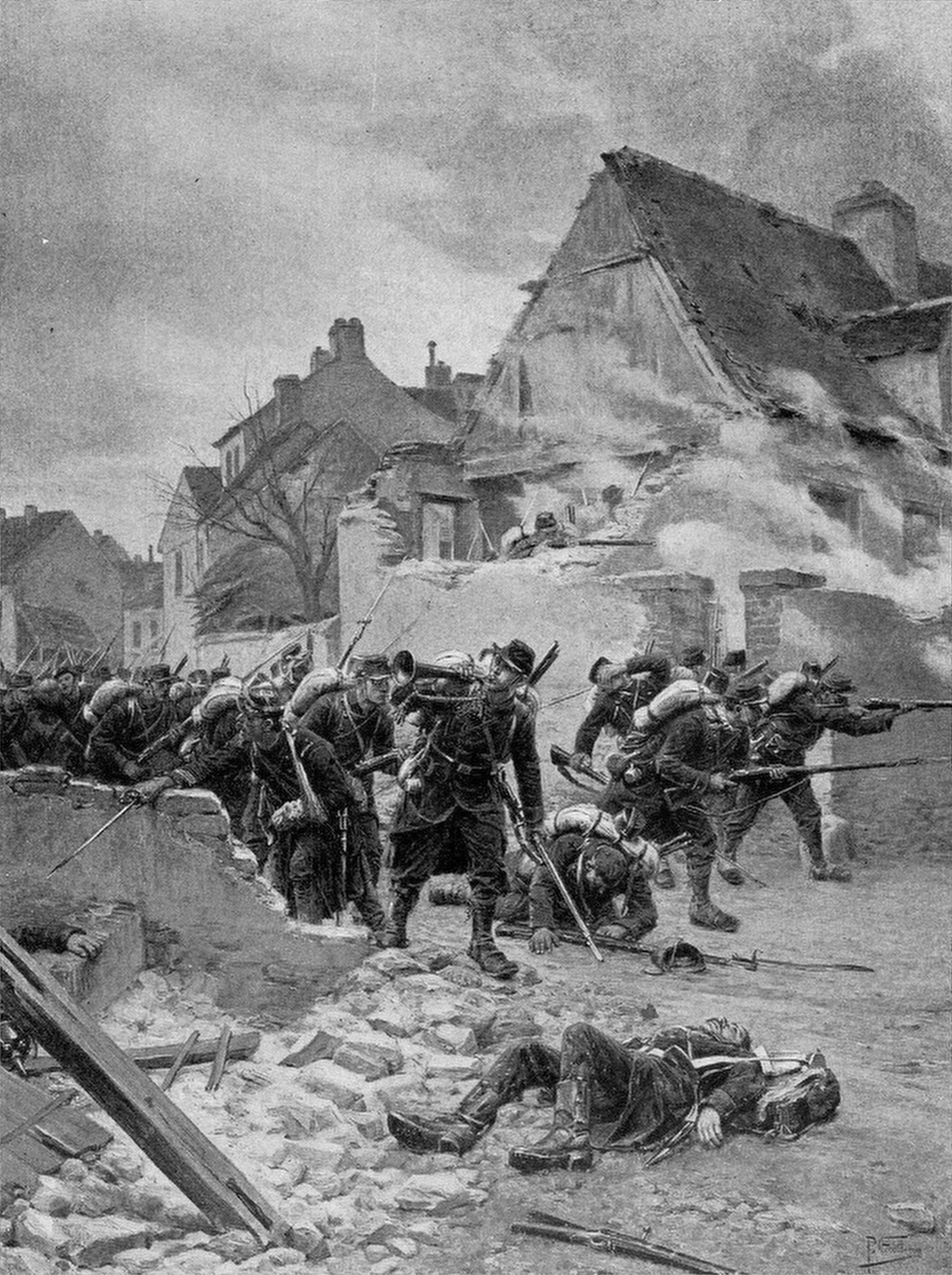
Combat dans un village (Paul Grolleron).

Face à cette concentration, Manteuffel réussit à réunir environ 40 000 hommes de sa Ire Armée. Il planifia une attaque pour le 27 au matin : le Ier Corps devait avancer au-delà de la Luce, sous-affluent de la Somme, éclairé en avant par la 3e Division de cavalerie, tandis que le VIIIe Corps devait surveiller le flanc gauche de l'armée.

### La Bataille d'Amiens
La Bataille d'Amiens se déroula sur quatre théâtres d'opérations principaux : Villers-Bretonneux, Cachy et Gentelles, Boves et Dury. C'est à Villers-Bretonneux et à ses abords que se déroulèrent les combats décisifs.

### Combats de Cachy et Gentelles
Les Allemands se présentèrent vers 10 h en trois colonnes entre Boves et Gentelles, qui fut enlevé, tout comme le village de Cachy. Le général Lecointe regroupa alors une partie de sa brigade pour contre-attaquer. Il reprit Cachy puis Gentelles, et poursuivit les Prussiens jusqu’au bois de Domart-sur-la-Luce où il fut stoppé.

### Bataille de Villers-Bretonneux
Mais l’essentiel de l’action se concentra ensuite vers Villers-Bretonneux, où des forces prussiennes attaquèrent les positions retranchées françaises. Depuis la fin de la matinée les combats s’intensifiaient entre Villers et Cachy, quand vers 14 h 30 deux colonnes prussiennes débouchant de Marcelcave enfoncèrent l’extrême gauche de la ligne française. Le colonel du Bessol réagit en menant une contre-attaque qui permit de reprendre les retranchements. Les Allemands insistèrent et enfoncèrent une nouvelle fois la ligne, et cette fois-ci, la contre-attaque de du Bessol, qui fut blessé dans l’action, ne permit pas de reprendre les positions en avant de Villers-Bretonneux.
À 16 h 30 le général Farre décida de la retraite : en effet les troupes françaises, bien que vaillantes, avaient perdu du terrain sur quasiment tous les points de la ligne de bataille, et les munitions étaient presque épuisées. Il ordonna le repli des batteries d'artillerie sur Corbie afin de protéger la ligne de retraite de l'armée vers le nord.

## Bilan et conséquences

### Retraite de l'armée française vers Arras
Étant donné l'état de faiblesse de son armée, le général Farre ordonna la retraite de ses troupes vers Arras. 

### Prise d'Amiens par les Prussiens
Le 28 novembre 1870, les Prussiens entrèrent dans Amiens. Le commandant Jean-François Vogel, retranché dans la citadelle d'Amiens avec 450 mobiles, dont 50 désertèrent, ne disposait que de 22 pièces d'artillerie. Le 29, il fut mortellement blessé. Le 1er décembre 1870, la citadelle d'Amiens capitulait. Les Prussiens rendirent à la dépouille du commandant Vogel les honneurs militaires.

## Lieux de mémoire
- Villers-Bretonneux : cimetière communal, monument aux morts de la Guerre de 1870 et ossuaire.

## Pour approfondir

### liens externes
- Batailles de Dury et de Pont-Noyelles